# Röda Jorden

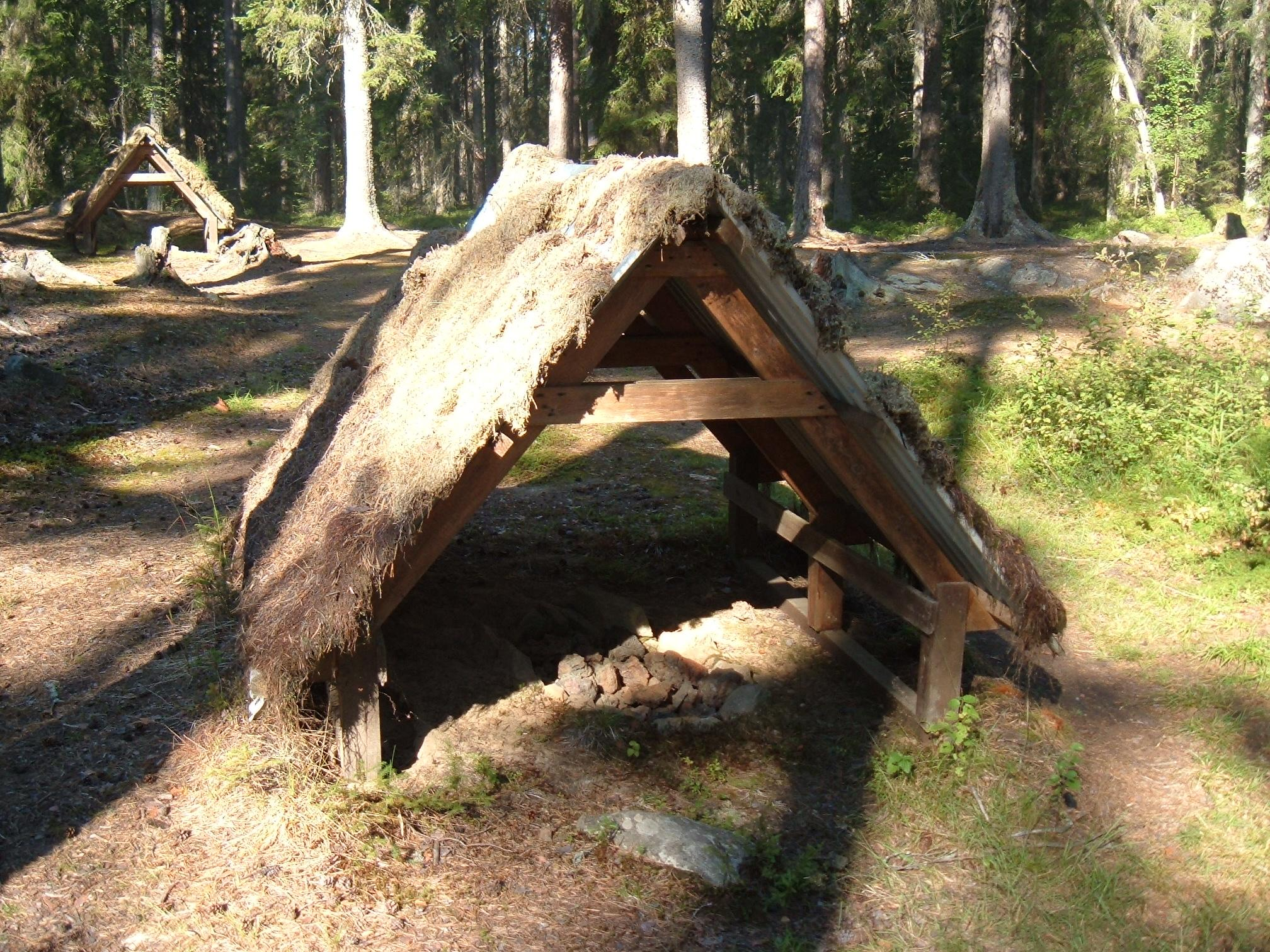
En av de utgrävna ugnarna (nybyggt tak).

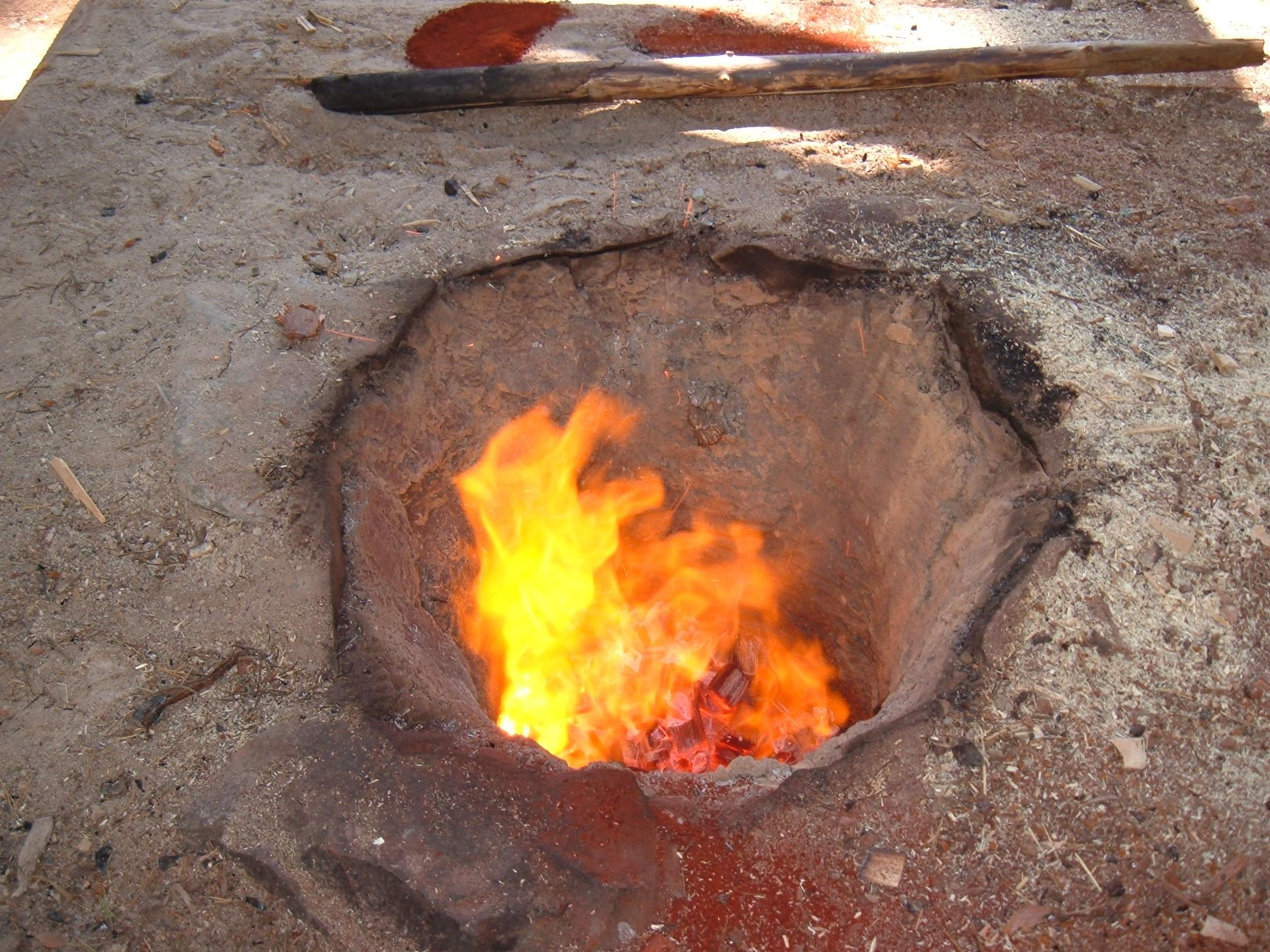
Rekonstruerad blästerugnsgrop som det eldas i på Röda Jordens dag 2006.

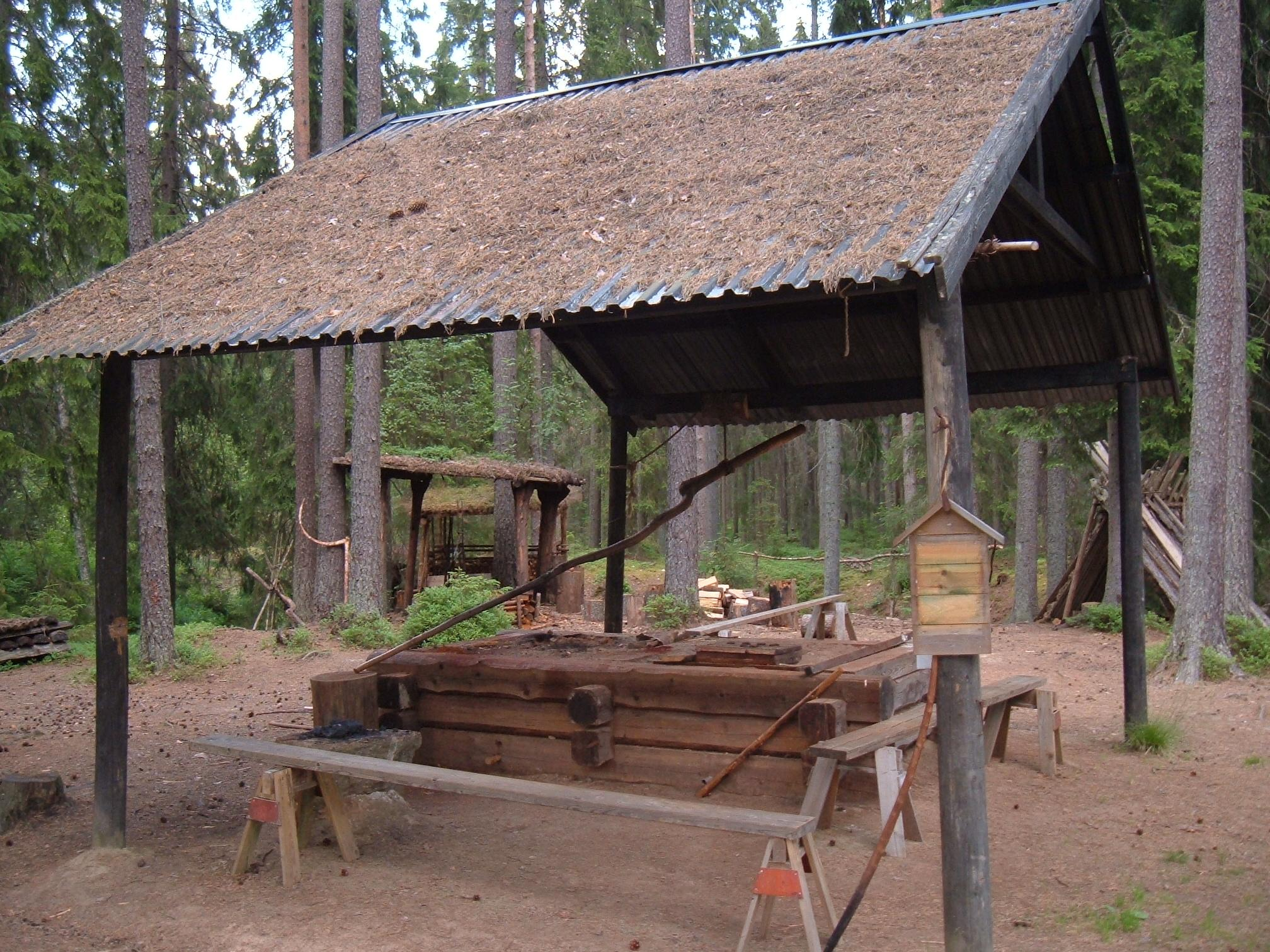
Rekonstruerad blästerugn.

Röda Jorden heter ett skogsområde beläget 3 km sydväst om Riddarhyttan i Skinnskattebergs kommun. Namnet kommer av den röda, järnrika jorden i området. Ingår i Ekomuseum Bergslagen. Här finns de äldsta, hittills kända resterna av järnframställning i Sverige.

## Historia

### Utgrävningar
I slutet av 1950-talet upptäcktes slaggrester vid en skogsavverkning och förekomsten av järnframställning på platsen konstaterades. 1982–1983 skedde utgrävningar av området och C14-analyser visade att järn framställdes på platsen redan på 400-talet f.Kr. Vid senare undersökningar fann man nya ugnsrester vilka har kunnat dateras ända tillbaka till 700-talet f.Kr. Undersökningarna visade också att järnframställningen troligen pågick ungefär fram till tiden för vår tideräknings början. 
Man har grävt fram flera enkla blästerugnar som är ca 40–50 cm i diameter och ca 80 cm djupa. De är nedgrävda i marken, väggarna är klädda med resta stenhällar och på insidan är de täckta med lera. Ca 30–40 cm upp från botten finns ett hål för blästern vid vilken det fanns en arbetsgrop med plats för blåsbälgen.
Även en liten, ca 10 cm djup lerfodrad grop har hittats, vilken tros vara en smidesgrop. I närheten av den låg det enda funna verktyget från tiden, en liten holkyxa, vilket skulle kunna innebära att det även smiddes verktyg vid Röda Jorden. Några spår av bosättningar i området har inte funnits.

### Järnframställningsprocessen
Först rostades rödjorden över öppen eld för att fukt och andra ämnen skulle försvinna. Den rostade jorden, som då kunde innehålla upp till 65% järn, smältes sedan i ugnar.
Därefter fyllde man i gropen med finkluven ved som fick brinna och torka upp ugnen. Sedan varvade man med rödjord och mer ved samtidigt som man pumpade in luft med blåsbälgen. Temperaturen kunde då gå upp till ca 12–1300 grader.
Efter flera timmar slutade man att fylla på med nytt bränsle och när allt var utbrunnet fanns bara järn och slagg kvar på botten. Den glödande järnklumpen lyftes upp ur hålet och bearbetades med en träklubba. Då järnet svalnade fort fick man dock värma upp det flera gånger för att man skulle kunna bearbeta bort all slaggen.

### Rödjorden
Rödjorden, som är råvaran vid järnframställningen, finns här i ett stort område med lager som skiftar från någon centimeter till någon meter. Rödjorden bildades då inlandsisen smälte. Järn löstes ur berggrunden och följde via grundvattnet med ut i vattendragen. När det sedan kom i kontakt med luften så fälldes järnet ut i järnoxider som bildade tjocka lager som kan innehålla ca 40 % järn. Rödjord bildas fortfarande.

## Röda Jorden idag
Förutom de framgrävda ugnarna finns idag en rekonstruktion av en blästerugn på området. Varje år ordnar Riddarhyttans Hembygds- och Intresseförening Röda Jordens dag då järnframställning genomförs, allt från rostning till glödgning. Mot slutet av dagen har man hittills alltid kunnat förevisa en nytillverkad järnklump. Under övriga året tar man emot bokade grupper som själva får pröva järnframställning.